# Lecteria (Lecteria) retrorsa
Lecteria (Lecteria) retrorsa is een tweevleugelige uit de familie steltmuggen (Limoniidae). De soort komt voor in het Neotropisch gebied.